# 筑紫広門 (主水正)
筑紫 広門（つくし ひろかど、天正2年10月7日（1574年10月21日） - 正保3年7月11日（1646年8月21日））は、江戸時代前期の武将・旗本寄合席。筑紫氏当主。諱は春門、従門、茂成、のちに広門。通称は善吉郎、官位は従五位下主水正。石高3000石。文書や系図により差があるが、『寛政重修諸家譜』では兄で養父が筑紫広門（上野介）、甥で養弟に栄門（掃部）と重門（左近）と辰門がいたとしている。

## 生涯
「武藤系図」では天正2年（1574年）に勝山出生としている。『寛政重修諸家譜』では筑紫惟門二男、正保3年（1646年）死去・享年73としている。享年からの逆算で天正2年出生は「武藤系図」と一致しているが、同じく『寛政重修諸家譜』記載の父とされる惟門の没年・永禄10年（1567年）とは矛盾している。武藤系図では広門（主水正）を「一本春門」、筑紫系図で広門（上野介）の子を春門としているので、広門（上野介）の弟・左衛門大夫晴門（春門）と広門（主水）との混同や左衛門大夫晴門（春門）の実子である可能性があるが、享年に加えて、寛政重修諸家譜でわざわざ「惟門二男」、「広門（上野介）の養子」と広門（上野介）の実子でないことが記されているので、少なくとも惟門の実子ではない広門（上野介）の養子の可能性が高い。
慶長3年11月18日（1598年12月16日）に、島津義弘、立花宗茂、宗義智、高橋直次、小早川秀包、寺沢広高らと共に露梁海戦に参戦した。
慶長4年（1599年）に父の継嗣となり広門と改名、従五位下・主水正に叙任される。しかし慶長5年（1600年）の関ヶ原の戦いで西軍に味方して大津城の戦いに参戦、西軍敗北により浪人（処士）となり肥後国に住む。慶長19年（1614年）に小倉藩主細川忠興に就いて以前の罪を謝し、大坂の陣に参戦する。元和元年（1615年）に京都で徳川家康に拝謁した。
寛永4年（1627年）8月25日に旗本寄合席に列し、知行地として豊後国速見郡に3000石を与えられる。
葬地は浅草永見寺。永見寺は代々の葬地となる。家督と知行は養子の信門が相続した。法名は『寛政重修諸家譜』では「良鐡」、『武藤系図』では「勢巌良鐡居士」としている。前述のとおり『寛政重修諸家譜』では正保3年（1646年）死去・享年73とされる。

## 系譜
- 父：上記参照
- 母：不詳
- 養父：筑紫広門
- 妻：片岡喜平次（豊臣氏家臣）の娘
- 養子
  - 男子：筑紫信門 - 主水、筑紫広門（上野介）の子